# فرهنگ حییم

جلد فرهنگ فارسی به انگلیسی

فرهنگ دوزبانهٔ حییم نام مجموعه فرهنگ‌هایی است که بین زبان‌های فارسی و انگلیسی، فارسی و فرانسوی، فارسی و عبری توسط سلیمان حییم تألیف شده و معروف‌ترین آنها فرهنگ انگلیسی به فارسی و فارسی به انگلیسی حییم است.

## تاریخچه
سلیمان حییم اولین فرهنگ دوزبانه خود را، به نام فرهنگ جامع انگلیسی ـ فارسی، ارائه کرد. جلد اول در ۱۳۰۸ش و جلد دوم در ۱۳۱۱ش در تهران به چاپ رسید. این فرهنگ مفصّل و روشمند، به دلیل همکاری با آمریکاییان در کالج البرز و گروه میلسپو و دستیارانش، گرایش به انگلیسیِ آمریکایی دارد.
حدود ده سال بعد (تهران ۱۳۲۰ش و ۱۳۲۲ش، ج ۲)، همین فرهنگ با ویرایش و توسعه واژگان و با نام فرهنگ بزرگ انگلیسی ـ فارسی چاپ شد. در آن زمان حییم در شرکت نفت ایران و انگلیس کار می‌کرد و با اصطلاحات بریتانیایی بیشتر سر و کار داشت. در این فرهنگ، گرایش انگلیسیِ بریتانیایی غالب است.
حییم که قواعد کار را به‌درستی شناخته بود، چندی بعد (تهران ۱۳۱۲ش و ۱۳۱۴ش)، با استفاده از برگه‌های مدخل‌های فرهنگ جامع انگلیسی ـ فارسی، فرهنگ جامع فارسی ـ انگلیسی را در دو جلد به چاپ رساند و از آن پس، فرهنگ نویسی را تا آخر عمر ادامه داد.

## شروع به کار فرهنگ نویسی
فرهنگ بزرگ انگلیسی به فارسی حییم مفصّلترین اثر اوست که حدوداً شامل ۵۵ هزار مدخل و ۲۵ هزار زیرمدخل است که از میان مجموعه‌ای از لغتنامه‌ها دستچین شده‌است. چون وی عقیده داشت آموختن علم اولین شرط پیشرفت اجتماعی است، سهمی که در این فرهنگ برای لغات علمی قائل شده بیش از حد معمول فرهنگهای عمومی است.
حییم سال‌ها اصطلاحات رایج در حرفه‌های گوناگون را به دقت ضبط کرده بود و می‌کوشید به جای ساختن لغت، واژه‌هایی را که بین اهل فن مرسوم است به کار بَرَد. گفته‌اند که گاه در جستجوی ریشه بعضی لغات، کار خود را رها می‌کرده و به گفتگو با صنعتگری که مشغول کار بود، می‌پرداخت.
سلیمان حییم با زبان و ادبیات فارسی و آثار بزرگان ادب و واژگان کهن آشنا بود و در دادن معادلها ترجیح می‌داد از کلمات فارسی (هر چند غیر مصطلح و مهجور) و سپس از کلمات عربی استفاده کند و کلمات اروپایی رایج در فارسی را عمداً به کار نمی‌برد.

## نقدها
در اواخر کار حییم، از شیوه کار وی و عدم انطباق آن با آخرین معیارهای جهانی، انتقادهایی شده بود. اما سهم وی در فرهنگ‌نویسی در ایران انکارناپذیر است و برخی بر آنند که هیچ فرهنگ‌نویسی در ایران از آثار او بی‌نیاز نخواهد بود

## فرهنگ‌ها
- فرهنگ جامع انگلیسی ـ فارسی در دو جلد (۱۳۰۸ش و ۱۳۱۱ش)؛
- فرهنگ جامع فارسی ـ انگلیسی در دو جلد (۱۳۱۲ش و ۱۳۱۴ش)؛
- فرهنگ فرانسه ـ فارسی (۱۳۱۶ش)؛
- فرهنگ بزرگ انگلیسی ـ فارسی، دو جلدی (۱۳۲۰ش و ۱۳۲۲ش)؛
- فرهنگ انگلیسی ـ فارسی (۱۳۳۱ش)؛
- فرهنگ فارسی ـ انگلیسی (۱۳۳۳ش)؛
- امثال فارسی ـ انگلیسی (۱۳۳۴ش)؛
- فرهنگ کوچک انگلیسی ـ فارسی (۱۳۳۵ش)؛
- فرهنگ عبری ـ فارسی (۱۳۴۰ش)؛
- فرهنگ کوچک فرانسه ـ فارسی (۱۳۴۵ش)؛
- فرهنگ فارسی ـ عبری، که حییم فرصت اتمام آن را نیافت و پس از او چهار گروه کار وی را ادامه دادند و به‌تدریج آن را تکمیل و ویرایش کردند. آخرین گروه، به سرپرستی  یونس حمامی لاله‌زار، کار را به پایان رسانده و آماده انتشار کرده‌اند. کمتر از بیست درصد این کتاب یادداشتهای شخص حییم است و نویسندگان بعدی تلاش کرده‌اند که به سیاق مؤلف کار را ادامه دهند؛ یعنی به روال فرهنگ‌های وی، تمام لغات را با هم‌خانواده‌ها و عبارات و مثل‌های مشهور و نیز معادل اسامی بیاورند. ضمن اینکه بسیاری از معادل‌ها، روزآمد و مدخل‌های جدید نیز اضافه شده‌است.[۸]